# The Duke Spirit
The Duke Spirit er en rockband fra Storbritannien dannet i 2003. Det består af Liela Moss (sang, harmonika, klaver, percussion), Luke Ford (guitar, kor, Farfisa, klaver, autoharpe), Toby Butler (guitar, bas, kor, orgel, klaver), Olly 'The Kid' Betts (trommer, klokkespil, percussion, klaver, kor), Marc Sallis (bas).
Bandet har været opvarmingsband for Queens of the Stone Age, Yeah Yeah Yeahs og R.E.M..

## Diskografi
- Cuts across the land (2005)
- Neptune (2008)
- Bruiser (2011)

| Musikgruppe | Spire Denne artikel om en britisk musikgruppe er en spire som bør udbygges. Du er velkommen til at hjælpe Wikipedia ved at udvide den. |